# Hemitragus
Genre
Hemitragus est un genre de caprins comprenant une espèce, Hemitragus jemlahicus, connue sous le nom de jharal.

## Présentation
On associait à ce genre les trois espèces de tahrs, un groupe aujourd'hui éclaté en trois genres différents. 
Le tahr d'Arabie était classé avec les autres Tahrs sous le genre Hemitragus. Mais de récentes études de phylogénie moléculaire ont révélé qu'ils appartenaient à des groupes distincts. On lui a donc créé son propre genre Arabitragus.
Le tahr des Nilgiri était classé avec les autres Tahrs sous le genre Hemitragus. Mais de récentes études de phylogénie moléculaire ont révélé qu'ils appartenaient à des groupes distincts. On lui a donc créé son propre genre Nilgiritragus.

## Liste des espèces
- Hemitragus jemlahicus (H. Smith, 1826) — tahr de l'Himalaya ou jharal
- Nilgiritragus (Hemitragus) hylocrius (Ogilby, 1838) (antilope) — tahr des Nilgiri
- Arabitragus (Hemitragus) jayakari (Thomas, 1894) (antilope) — tahr d'Arabie

### Espèce fossile
Selon Paleobiology Database, en 2022, une seule espèce est déclarée fossile :
- †Hemitragus cedrensis Crégut-Bonnoure 1989[3],[4].

## Position phylogénétique
|         | (…) |
|         | |
|         | \| Ovina \| Nilgiritragus, Ovis… \| \| \| Nilgiritragus, Ovis… \| \| Caprina \| Pseudois, Hemitragus, Capra… \| \| \| Pseudois, Hemitragus, Capra… \| |
|         | |
| Ovina   | Nilgiritragus, Ovis… |
|         | Nilgiritragus, Ovis… |
| Caprina | Pseudois, Hemitragus, Capra… |
|         | Pseudois, Hemitragus, Capra… |

| Ovina   | Nilgiritragus, Ovis…         |
|         | Nilgiritragus, Ovis…         |
| Caprina | Pseudois, Hemitragus, Capra… |
|         | Pseudois, Hemitragus, Capra… |

|         | (…) |
|         | |
|         | \| Ovina \| Nilgiritragus, Ovis… \| \| \| Nilgiritragus, Ovis… \| \| Caprina \| Pseudois, Hemitragus, Capra… \| \| \| Pseudois, Hemitragus, Capra… \| |
|         | |
| Ovina   | Nilgiritragus, Ovis… |
|         | Nilgiritragus, Ovis… |
| Caprina | Pseudois, Hemitragus, Capra… |
|         | Pseudois, Hemitragus, Capra… |

| Ovina   | Nilgiritragus, Ovis…         |
|         | Nilgiritragus, Ovis…         |
| Caprina | Pseudois, Hemitragus, Capra… |
|         | Pseudois, Hemitragus, Capra… |

|         | (…) |
|         | |
|         | \| Ovina \| Nilgiritragus, Ovis… \| \| \| Nilgiritragus, Ovis… \| \| Caprina \| Pseudois, Hemitragus, Capra… \| \| \| Pseudois, Hemitragus, Capra… \| |
|         | |
| Ovina   | Nilgiritragus, Ovis… |
|         | Nilgiritragus, Ovis… |
| Caprina | Pseudois, Hemitragus, Capra… |
|         | Pseudois, Hemitragus, Capra… |

| Ovina   | Nilgiritragus, Ovis…         |
|         | Nilgiritragus, Ovis…         |
| Caprina | Pseudois, Hemitragus, Capra… |
|         | Pseudois, Hemitragus, Capra… |

|         | (…) |
|         | |
|         | \| Ovina \| Nilgiritragus, Ovis… \| \| \| Nilgiritragus, Ovis… \| \| Caprina \| Pseudois, Hemitragus, Capra… \| \| \| Pseudois, Hemitragus, Capra… \| |
|         | |
| Ovina   | Nilgiritragus, Ovis… |
|         | Nilgiritragus, Ovis… |
| Caprina | Pseudois, Hemitragus, Capra… |
|         | Pseudois, Hemitragus, Capra… |

| Ovina   | Nilgiritragus, Ovis…         |
|         | Nilgiritragus, Ovis…         |
| Caprina | Pseudois, Hemitragus, Capra… |
|         | Pseudois, Hemitragus, Capra… |

N.B. les positions phylogénétiques d'Ammotragus, Arabitragus, Oreamnos ou Rupicapra restent incertaines.